# Meaghan Rath
Pour les articles homonymes, voir Rath.
Meaghan Rath, née le 18 juin 1986 à Montréal au (Québec), est une actrice canadienne.

## Biographie

### Enfance
Meaghan Rath a des origines indiennes du côté de sa mère et britanniques et autrichiennes du côté de son père. Elle a passé son enfance dans le milieu de la natation, rêvant de faire partie de l'équipe canadienne. À huit ans, elle nageait de façon compétitive, mais à l'adolescence elle a décidé de laisser son bonnet de bain pour devenir comédienne. Elle est la sœur de l'acteur canadien Jesse Rath.

### Carrière
Elle a commencé sa formation à la Children' Shakespeare Company, la Montreal School Of Performing Arts, au Centre Sacred Heart Drama et à la Dynamic Theatre Factory.
Elle fait ses débuts à la télé dans la série 15/A (15/Love) où elle joue le rôle d'Adena Stiles.
Elle étudie ensuite la communication et le cinéma au college Dawson, à Montréal.
Elle est connue pour avoir joué dans Hawaii 5-0 une série policière qui se déroule à Hawaii dont le personnage principal est interprété par Alex O'Loughlin.

## Filmographie

### Cinéma
- 2001 : Rebelles (Lost and Delirious) de Léa Pool : une amie d'Allison
- 2008 : Prom Wars: Love Is a Battlefield de Phil Price : Jen L.
- 2010 : You Are So Undead (Court-métrage) de Alex Epstein : Mary Margaret
- 2013 : Three Night Stand de Pat Kiely : Sue
- 2017 : Another Kind of Wedding de Pat Kiely : Lyla
- 2017 : The Trustee (Court-métrage) de Michael Engler : Eliza Radley
- 2018 : The Clinic de Darrell Wheat : Dr. Lane

### Télévision
- 2004 : Fries with That? (série télévisée) : Customer / Molly
- 2004-2006 : 15/A de Derek Schreyer et Karen Troubetzkoy (série télévisée) : Adena Stiles
- 2006 : Magnitude 10,5 : L'Apocalypse (Téléfilm) : Rachel
- 2007 : Heartland (série télévisée) : Jen
- 2007 : Le Secret de ma fille (My Daughter's Secret) de Douglas Jackson (Téléfilm) : Courtney
- 2007 : Mon mariage avec moi de Craig Pryce (Téléfilm) : Tracy
- 2009 : The Assistants de Will McRobb et Chris Viscardi (série télévisée) : Rigby Hastings
- 2009 : Aaron Stone (série télévisée) : Tatianna Caine
- 2010 - 2011 : Majeurs et mariés (série télévisée) : Erin Boyd/Violet
- 2011 - 2014 : Being Human (US) de Toby Whithouse (série télévisée)  : Sally Malik
- 2011 : Le Mur de l'humiliation (Cyberbully) (Téléfilm) : Cheyenne Mortenson
- 2014 : Kingdom (série télévisée) : Tatiana
- 2015 : Banshee (série télévisée) : Aimee King
- 2015 : New Girl (série télévisée) : May
- 2015 : Motive (série télévisée) : Ella Rollins
- 2016 : Cooper Barrett's Guide to Surviving Life (série télévisée) : Kelly
- 2016 : Secrets and Lies (série télévisée) : sœur de Jess
- 2017-2020 : Hawaii 5-0 (série télévisée) : Tani Rey
- 2017 : Rogue : Clea Annoue
- 2018 : Schitt's Creek : Klair
- 2020 : Supergirl : Une version féminine de Brainiac-5
- 2020 : Magnum P.I. : Tani Rey
- 2023 : Accused: Morgan Knight
- 2023 : How I Met Your Father : Parker James